# Forebyggelseskommissionen
Forebyggelseskommissionen var en kommission, der blev nedsat af regeringen i januar 2008. 
Kommissionen havde til opgave at analysere Danmarks udfordringer på folkesundhedsområdet samt at komme med forslag til hvilke områder, der fremover bør prioriteres i den forebyggende og sundhedsfremmende indsats. Målsætningen er at hæve middellevealderen med 3 år i løbet af det næste årti.
Kommissionen består af en formand og ni medlemmer udpeget af minister for sundhed og forebyggelse Jakob Axel Nielsen (K). 
Forebyggelseskommissionens konklusioner blev fremlagt på et pressemøde 21. april 2009. Det skete i form af 52 konkrete forslag til, hvordan målsætningen om at hæve middellevealderen kan indfries. Forslagene inkluderede bl.a. rygeforbud i det offentlige rum, højere afgifter på sukkerholdige fødevarer og cigaretter, ændring af aldersgrænsen for salg af alkohol fra 16 til 18 år samt gratis frugt og mere motion til skoleelever.

## Medlemmer
- Mette Wier, ph.d. og direktør for Anvendt KommunalForskning (formand)
- Bente Klarlund Pedersen, professor, overlæge, dr. med.
- Morten Grønbæk, forskningschef, professor, dr. med
- Jane Kraglund, sundhedsdirektør, cand.scient.pol.
- Erling Friis Poulsen, afdelingschef
- Bjarne Ibsen, forskningsleder, lektor
- Bo Johansen, regionsdirektør, cand.rer.soc.
- Thomas Pallesen, professor, ph.d.
- Palle Ørbæk, direktør, dr. med.
- Carsten Bjerg, koncernchef, Grundfos